# Passadiços do Orvalho
Os Passadiços do Orvalho são um conjunto de passadiços de madeira e trilhos pedestres com cerca de 11 quilómetros, localizados na vila do Orvalho, no concelho de Oleiros e no interior do Geopark Naturtejo.

## Percurso
É possível percorrer os passadiços do Orvalho em diversas rotas. A rota maior inicia-se no miradouro do Mosqueiros percorrendo parte da GR38 até ao vale das Fragosas, onde se encontra a cascata da Água d'Alta, percorrendo o ribeiro da água alta até à lagoa das Lontras. 

## Características
- Distância total: 11 km
- Altitude: 649 m (max) - 425 m (min)
- Início e fim: Miradouro do Mosqueiros - Lagoa das lontras

## Galeria de imagens

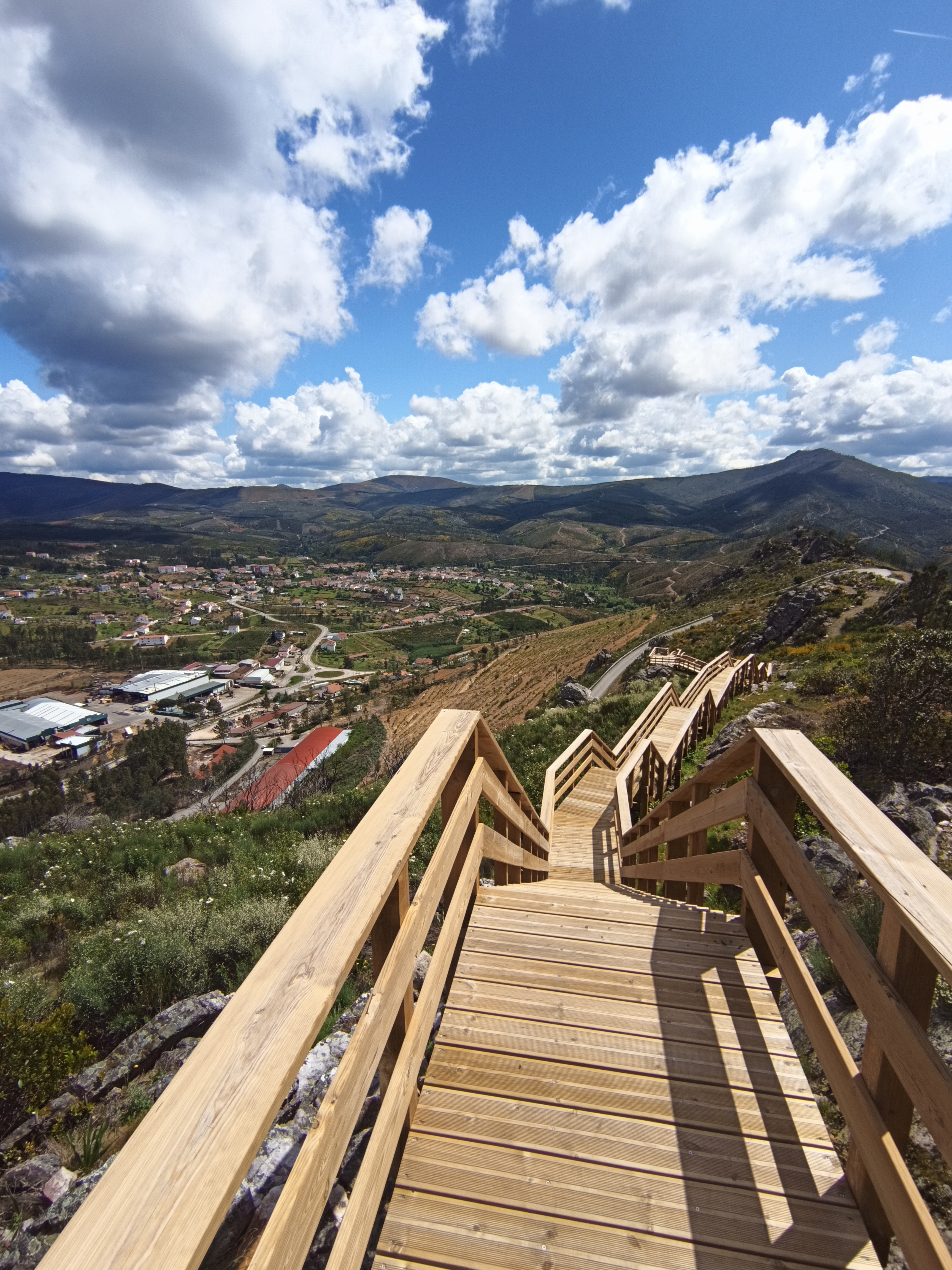
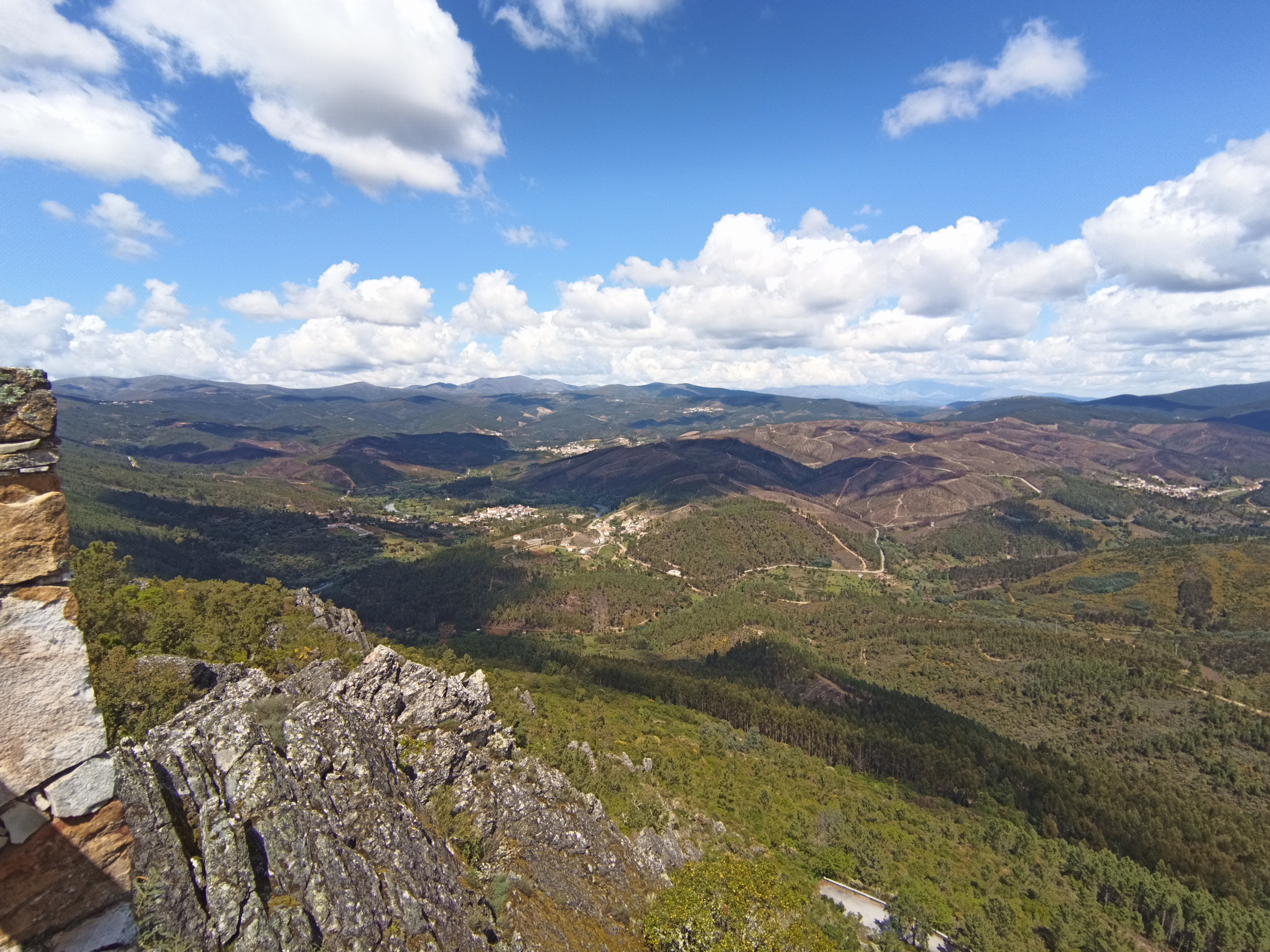
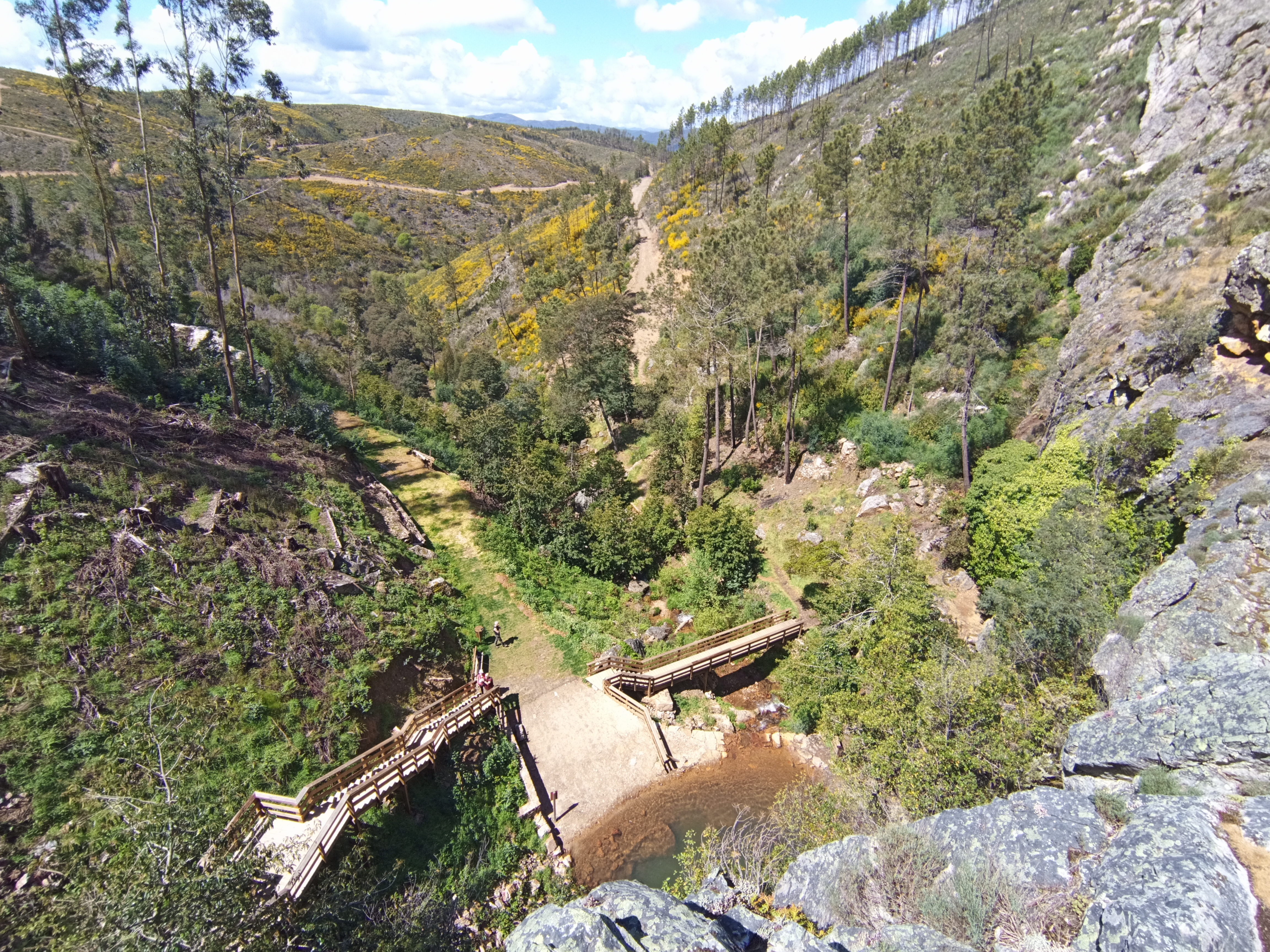
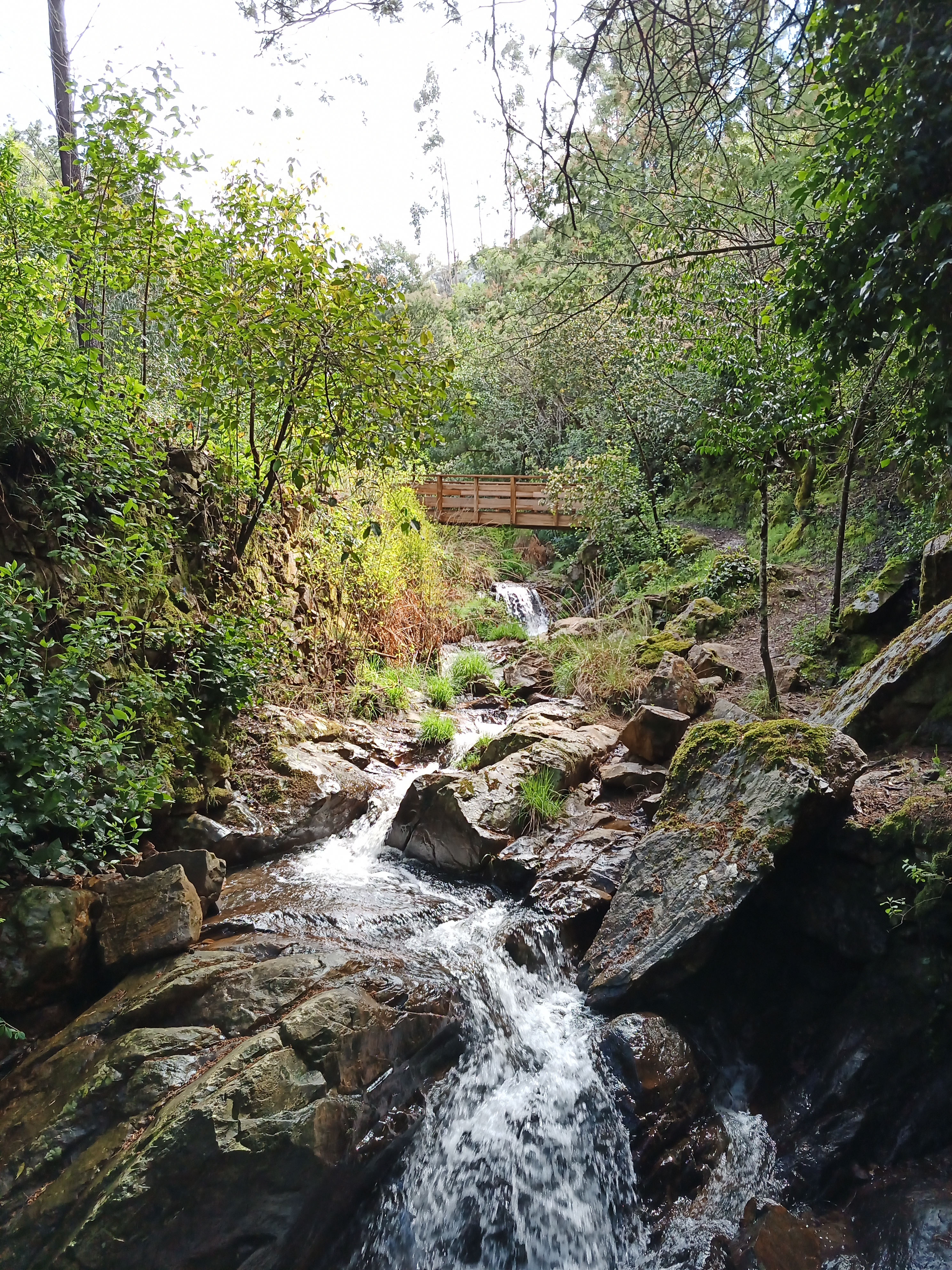
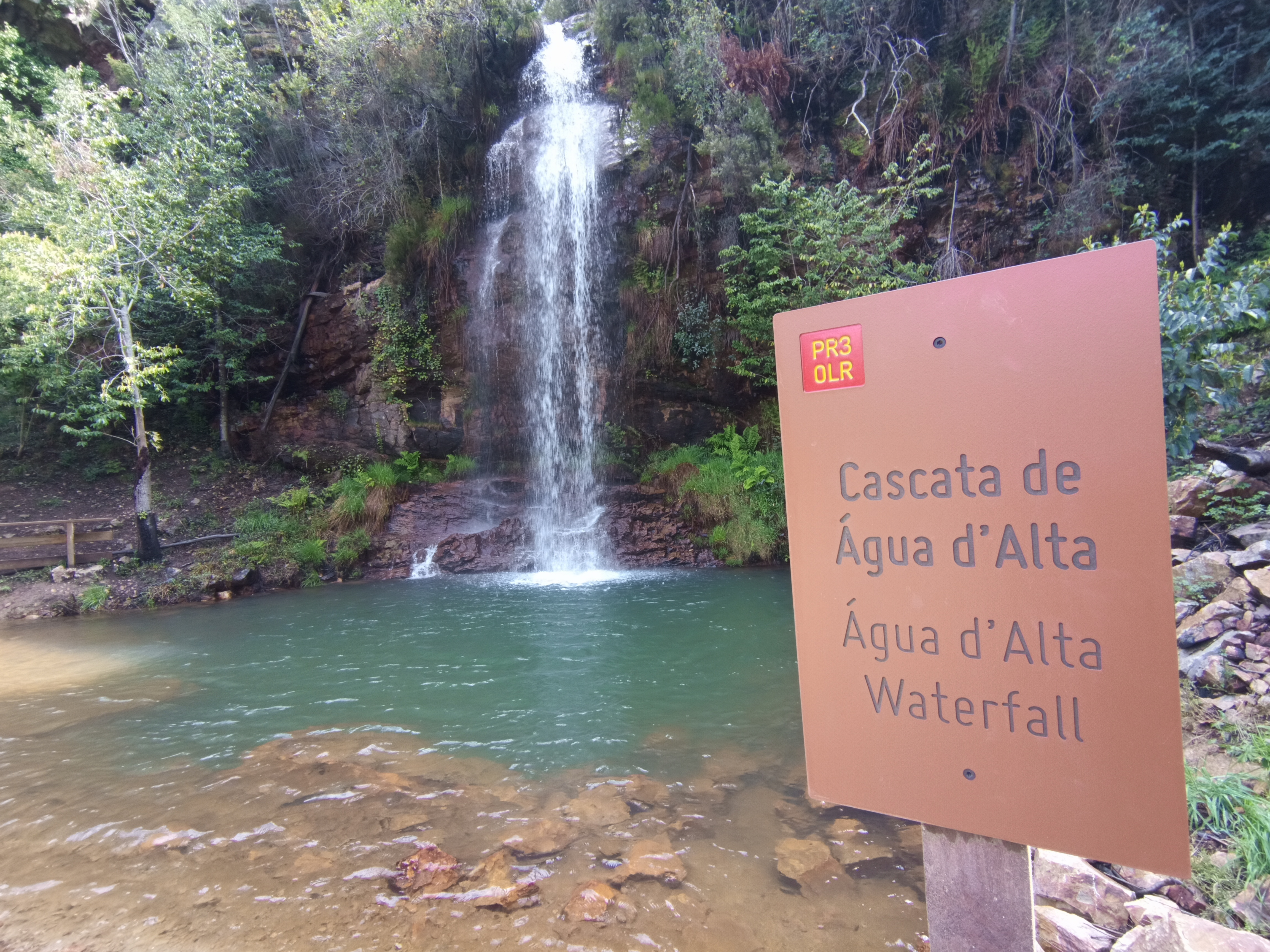
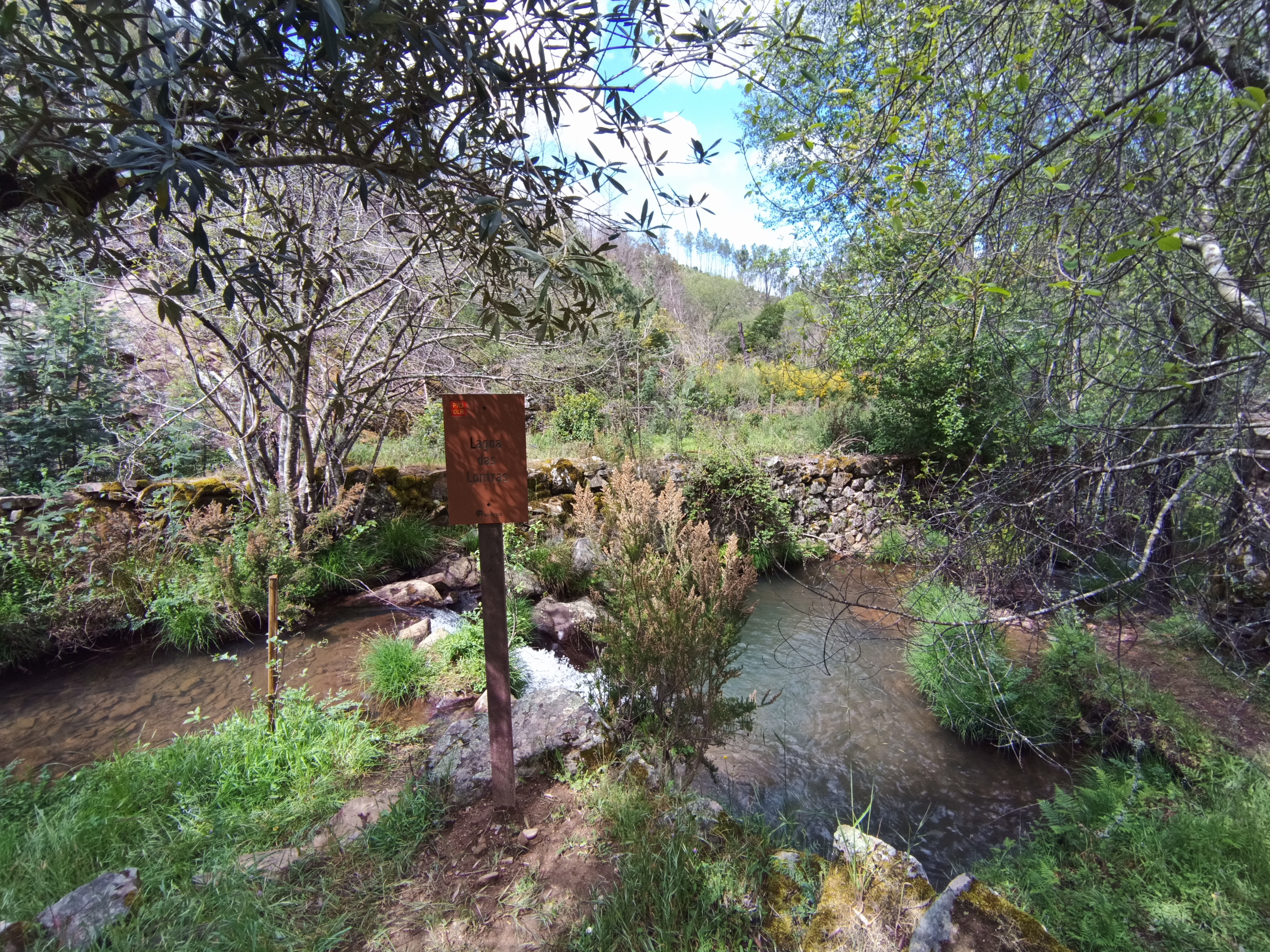
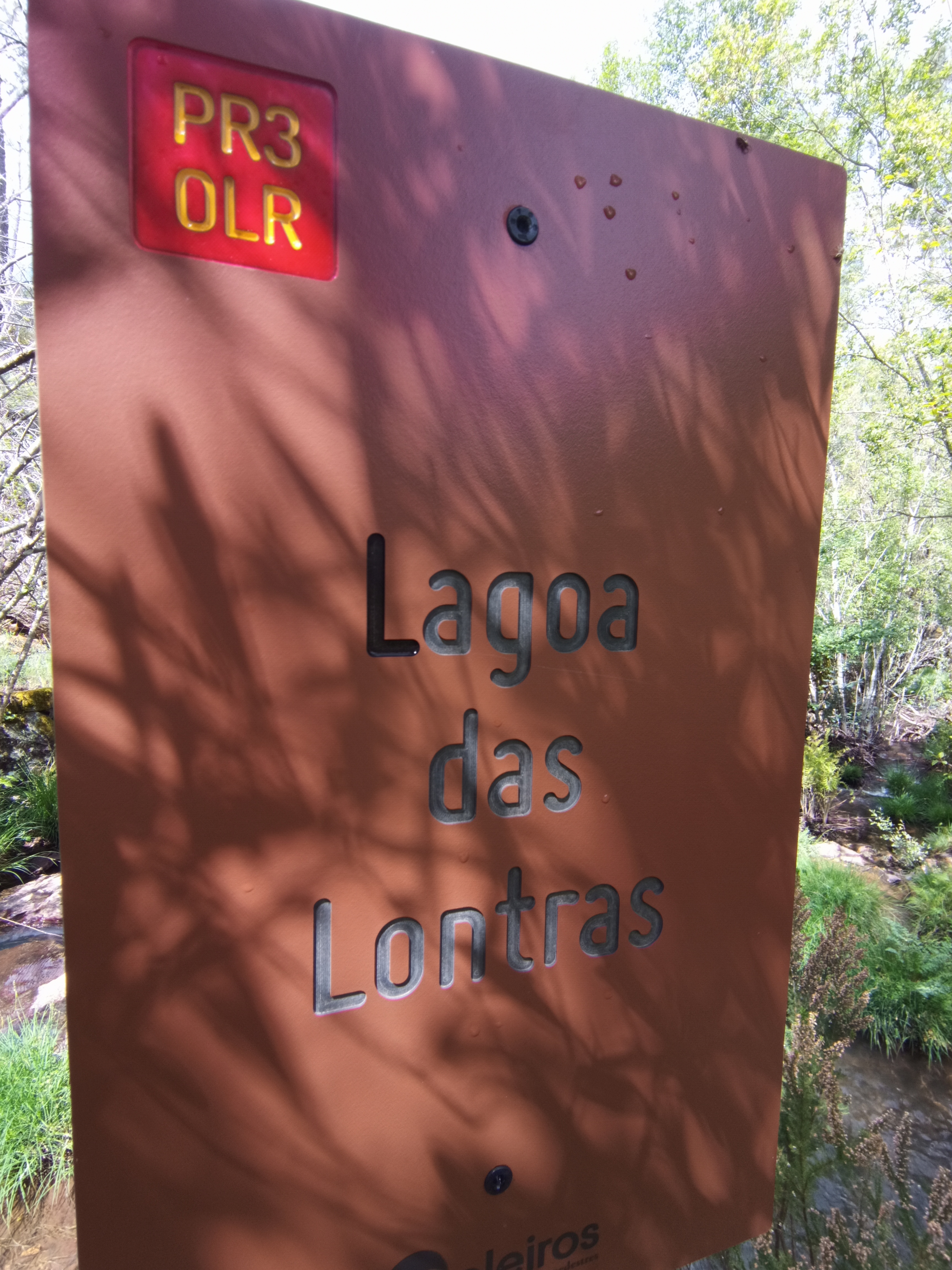
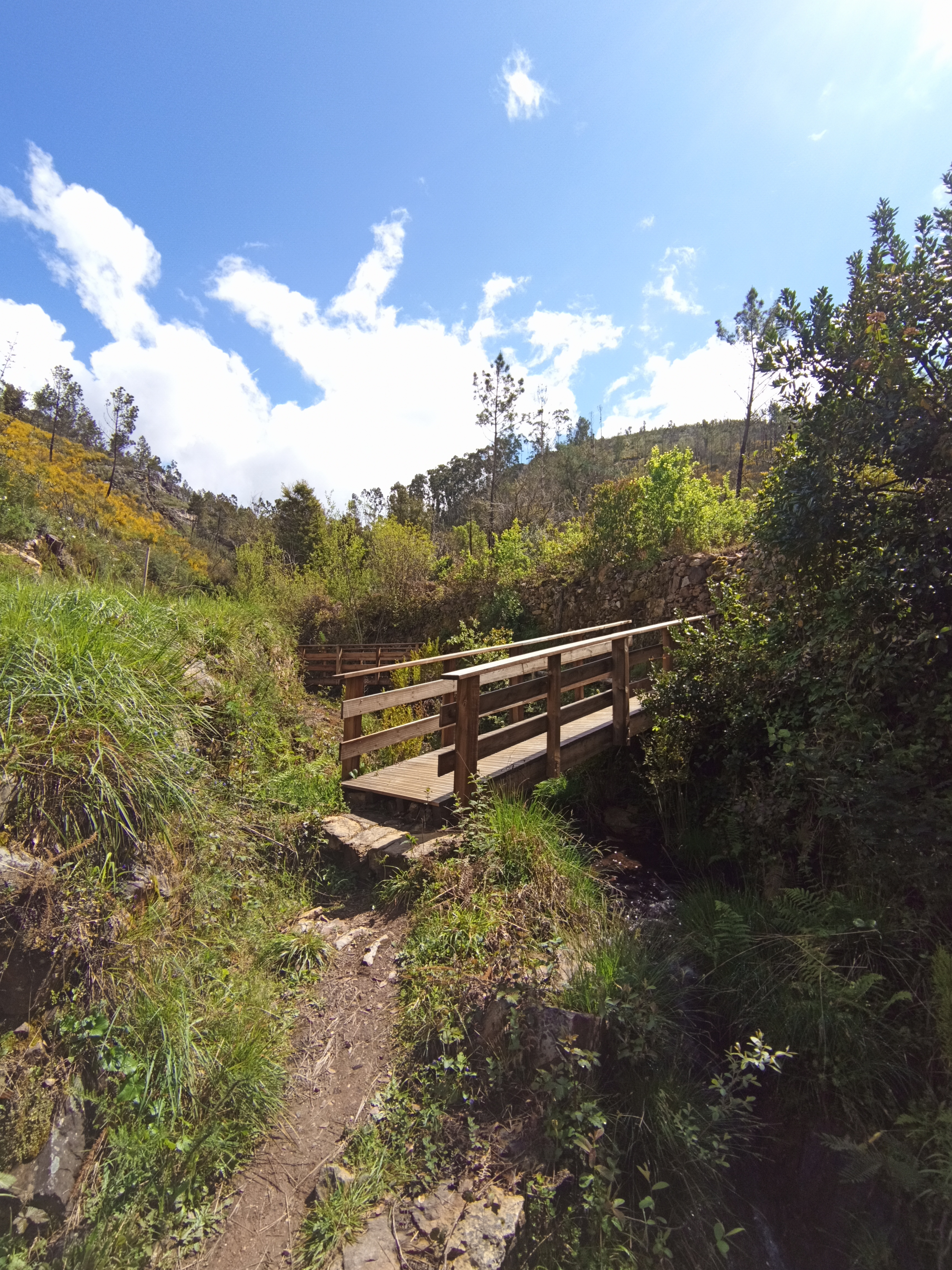
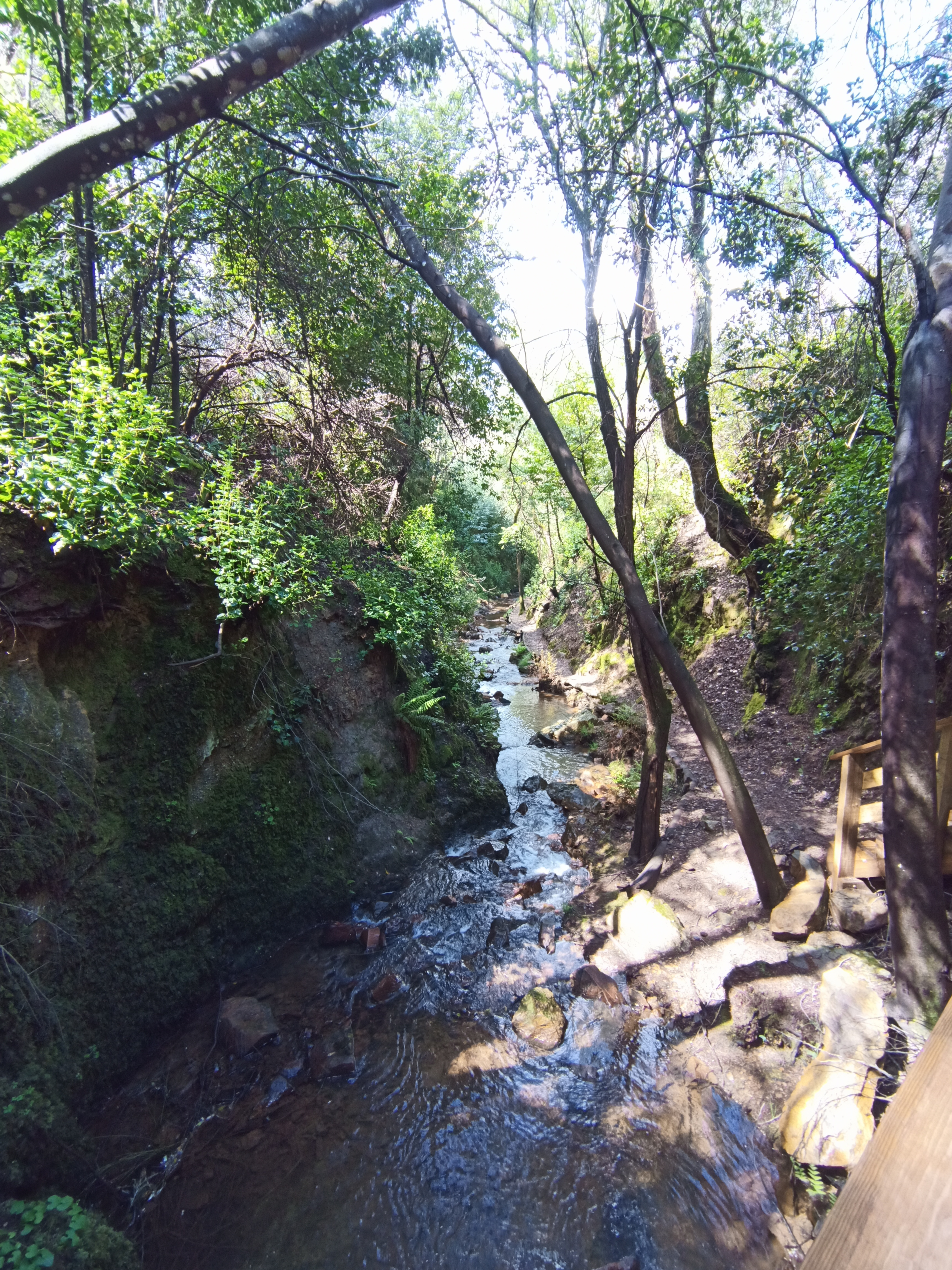
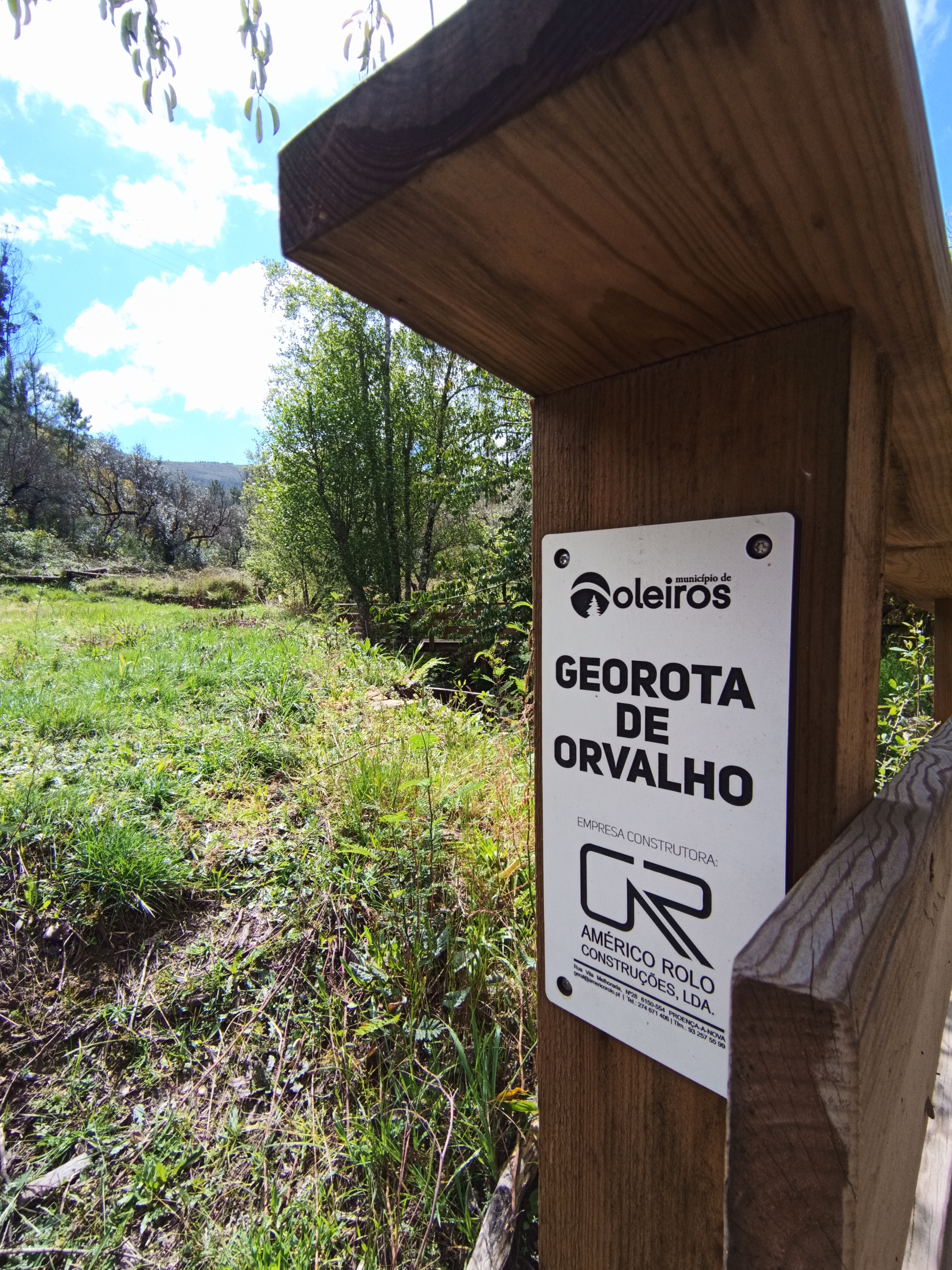

## Lista de Passadiços de Portugal
- Passadiços das Fragas de São Simão
- Passadiços do Alamal
- Passadiços do Paiva
- Passadiços do Orvalho
- Passadiços da Barca da d'Amieira